# Kalcium-hidrogén-szulfit
A kalcium-hidrogén-szulfit (E227) egy zöldes színű folyadék, melyet az élelmiszeriparban antioxidánsként, tartósítószerként, valamint a fényképészetben is használnak. 
A kalcium-hidrogén-szulfitot elsősorban a sörgyártás során használják erős gombaölő hatása miatt. Savas környezetben kénessavvá alakul, ezért tartósítószerként is alkalmazzák. Oxidáló hatása miatt csökkenti a vitaminok koncentrációját. A szervezetbe kerülve a májban szulfáttá alakul, majd a vizelettel távozik a szervezetből.
Napi ajánlott maximális mennyiség 0,7mg/testsúlykg. Szulfit-érzékenyeknél allergiás reakciókat válthat ki.